# Try to Shut Me Up Tour
Il Try to Shut Me Up Tour è stato il primo tour musicale della cantante canadese Avril Lavigne, a supporto del suo primo album in studio Let Go (2002).

## Cantanti di apertura
- Our Lady Peace (Europa)[1]
- Autopilot Off (Nord America)
- Gob (Nord America) (Australia)[2]
- Simple Plan (Nord America)[3]
- Swollen Members (Nord America)[4]
- Wakefield (Nord America)

## Scaletta
1. "Sk8er Boi"
2. "Nobody's Fool"
3. "Mobile"
4. "Anything But Ordinary"
5. "Losing Grip"
6. "Naked"
7. "Too Much to Ask"
8. "I Don't Give"
9. "Basket Case" (Green Day Cover)
10. "My World"
11. "I'm with You"
12. "Complicated"
13. "Unwanted"
14. "Tomorrow"
15. "Knockin' on Heaven's Door" (Bob Dylan Cover)
16. "Things I'll Never Say"

## Date
| Data             | Città             | Paese         | Luogo                              |
| ---------------- | ----------------- | ------------- | ---------------------------------- |
| Nord America     |                   |               |                                    |
| 5 dicembre 2002  | Buffalo           | Stati Uniti   | HSBC Arena                         |
| 7 dicembre 2002  | Baltimora         | Stati Uniti   | Bohager's Nightclub                |
| 12 dicembre 2002 | New York          | Stati Uniti   | Madison Square Garden              |
| 14 dicembre 2002 | Atlanta           | Stati Uniti   | The Tabernacle                     |
| 15 dicembre 2002 | Miami             | Stati Uniti   | American Airlines Arena            |
| 17 dicembre 2002 | Denver            | Stati Uniti   | Pepsi Center                       |
| 19 dicembre 2002 | Anaheim           | Stati Uniti   | Arrowhead Pond of Anaheim          |
| 20 dicembre 2002 | Modesto           | Stati Uniti   | State Theatre                      |
| 21 dicembre 2002 | Tacoma            | Stati Uniti   | Tacoma Dome                        |
| 6 gennaio 2003   | Hartford          | Stati Uniti   | Connecticut Expo Center            |
| 12 gennaio 2003  | Washington        | Stati Uniti   | Nation                             |
| 14 gennaio 2003  | Columbus          | Stati Uniti   | Veterans Memorial Auditorium       |
| 15 gennaio 2003  | Kansas City       | Stati Uniti   | Kansas City Memorial Hall          |
| Asia             |                   |               |                                    |
| 23 gennaio 2003  | Marina Centre     | Singapore     | Suntec Singapore Theatre           |
| 27 gennaio 2003  | Seul              | Corea del Sud | Millennium Hall                    |
| Europa           |                   |               |                                    |
| 3 marzo 2003     | Copenaghen        | Danimarca     | Vega Musikkens Hus                 |
| 4 marzo 2003     | Oslo              | Norvegia      | Rockefeller Music Hall             |
| 6 marzo 2003     | Stoccolma         | Svezia        | Annexet                            |
| 8 marzo 2003     | Bruxelles         | Belgio        | Ancienne Belgique                  |
| 9 marzo 2003     | Berlino           | Germania      | Columbiahalle                      |
| 10 marzo 2003    | Colonia           | Germania      | Palladium Köln                     |
| 12 marzo 2003    | Monaco di Baviera | Germania      | Zénith die Kulterhalle             |
| 13 marzo 2003    | Milano            | Italia        | Discoteca Alcatraz Milano          |
| 14 marzo 2003    | Zurigo            | Svizzera      | Volkshaus                          |
| 16 marzo 2003    | Amburgo           | Germania      | Congress Center Hamburg            |
| 17 marzo 2003    | Amsterdam         | Paesi Bassi   | Heineken Music Hall                |
| 18 marzo 2003    | Parigi            | Francia       | Zénith de Paris                    |
| 20 marzo 2003    | Birmingham        | Inghilterra   | Carling Birmingham Academy         |
| 21 marzo 2003    | Manchester        | Inghilterra   | Carling Apollo Manchester          |
| 22 marzo 2003    | Glasgow           | Scozia        | Barrowland Ballroom                |
| 24 marzo 2003    | Dublino           | Irlanda       | Point Theatre                      |
| 25 marzo 2003    | Londra            | Inghilterra   | Brixton Academy                    |
| 26 marzo 2003    | Londra            | Inghilterra   | Brixton Academy                    |
| 27 marzo 2003    | Londra            | Inghilterra   | Brixton Academy                    |
| Nord America     |                   |               |                                    |
| 9 aprile 2003    | Toronto           | Canada        | Air Canada Centre                  |
| 10 aprile 2003   | Ottawa            | Canada        | Corel Centre                       |
| 11 aprile 2003   | Montréal          | Canada        | Bell Centre                        |
| 13 aprile 2003   | London            | Canada        | John Labatt Centre                 |
| 15 aprile 2003   | Cleveland         | Stati Uniti   | CSU Convocation Center             |
| 16 aprile 2003   | Pittsburgh        | Stati Uniti   | Petersen Events Center             |
| 17 aprile 2003   | Indianapolis      | Stati Uniti   | Conseco Fieldhouse                 |
| 19 aprile 2003   | Chicago           | Stati Uniti   | UIC Pavilion                       |
| 20 aprile 2003   | Saint Paul        | Stati Uniti   | Xcel Energy Center                 |
| 21 aprile 2003   | Winnipeg          | Canada        | Winnipeg Arena                     |
| 23 aprile 2003   | Calgary           | Canada        | Pengrowth Saddledome               |
| 24 aprile 2003   | Edmonton          | Canada        | Skyreach Centre                    |
| 26 aprile 2003   | Vancouver         | Canada        | Pontiac Theatre                    |
| 27 aprile 2003   | Portland          | Stati Uniti   | Memorial Coliseum                  |
| 28 aprile 2003   | Tacoma            | Stati Uniti   | Tacoma Dome                        |
| 30 aprile 2003   | San Jose          | Stati Uniti   | HP Pavilion at San Jose            |
| 1º maggio 2003   | Long Beach        | Stati Uniti   | Long Beach Arena                   |
| 2 maggio 2003    | Phoenix           | Stati Uniti   | Arizona Veterans Memorial Coliseum |
| 4 maggio 2003    | Dallas            | Stati Uniti   | Fair Park Coliseum                 |
| 5 maggio 2003    | San Antonio       | Stati Uniti   | Freeman Coliseum                   |
| 6 maggio 2003    | Houston           | Stati Uniti   | Reliant Arena                      |
| 8 maggio 2003    | Duluth            | Stati Uniti   | Gwinnett Civic Center Arena        |
| 9 maggio 2003    | St. Louis         | Stati Uniti   | Savvis Center                      |
| 10 maggio 2003   | Auburn Hills      | Stati Uniti   | The Palace of Auburn Hills         |
| 12 maggio 2003   | Fairfax           | Stati Uniti   | Patriot Center                     |
| 13 maggio 2003   | Uniondale         | Stati Uniti   | Nassau Veterans Memorial Coliseum  |
| 15 maggio 2003   | Lowell            | Stati Uniti   | Tsongas Arena                      |
| 16 maggio 2003   | Lowell            | Stati Uniti   | Tsongas Arena                      |
| 17 maggio 2003   | Filadelfia        | Stati Uniti   | First Union Spectrum               |
| 18 maggio 2003   | Buffalo           | Stati Uniti   | HSBC Arena                         |
| Asia             |                   |               |                                    |
| 27 maggio 2003   | Osaka             | Giappone      | Zepp Osaka                         |
| 29 maggio 2003   | Tokyo             | Giappone      | Nippon Budokan                     |
| Australia        |                   |               |                                    |
| 1º giugno 2003   | Melbourne         | Australia     | Rod Laver Arena                    |
| 2 giugno 2003    | Sydney            | Australia     | Sydney Entertainment Centre        |
| 3 giugno 2003    | Sydney            | Australia     | Sydney Entertainment Centre        |
| 4 giugno 2003    | Brisbane          | Australia     | Brisbane Entertainment Centre      |

## Vendite
| Luogo                             | Città        | Percentuale biglietti venduti/disponibili | Dollari guadagnati |
| --------------------------------- | ------------ | ----------------------------------------- | ------------------ |
| Connecticut Expo Center           | Hartford     | 6,058 / 6,058 (100%)                      | $78,523            |
| John Labatt Centre                | London       | 9,157 / 9,157 (100%)                      | $221,673           |
| CSU Convocation Center            | Cleveland    | 9,954 / 9,954 (100%)                      | $241,545           |
| Conseco Fieldhouse                | Indianapolis | 12,852 / 12,852 (100%)                    | $255,942           |
| UIC Pavilion                      | Chicago      | 8,853 / 8,853 (100%)                      | $249,090           |
| Winnipeg Arena                    | Winnipeg     | 11,511 / 11,511 (100%)                    | $272,141           |
| Pengrowth Saddledome              | Calgary      | 13,723 / 13,723 (100%)                    | $324,665           |
| Skyreach Centre                   | Edmonton     | 13,471 / 13,471 (100%)                    | $319,270           |
| General Motors Place              | Vancouver    | 14,872 / 14,872 (100%)                    | $347,267           |
| Tacoma Dome                       | Tacoma       | 15,295 / 15,295 (100%)                    | $305,025           |
| HP Pavilion at San Jose           | San Jose     | 13,380 / 13,380 (100%)                    | $399,205           |
| Long Beach Arena                  | Long Beach   | 12,713 / 12,713 (100%)                    | $412,818           |
| Gwinnett Civic Center Arena       | Duluth       | 10,306 / 10,306 (100%)                    | $294,580           |
| Savvis Center                     | St. Louis    | 14,761 / 14,761 (100%)                    | $352,443           |
| The Palace of Auburn Hills        | Auburn Hills | 15,781 / 15,781 (100%)                    | $419,290           |
| Nassau Veterans Memorial Coliseum | Uniondale    | 14,327 / 14,327 (100%)                    | $388,298           |
| Tsongas Arena                     | Lowell       | 15,024 / 15,024 (100%)                    | $507,944           |
| First Union Spectrum              | Philadelphia | 13,657 / 13,657 (100%)                    | $382,219           |
| HSBC Arena                        | Buffalo      | 11,000 / 11,000 (100%)                    | $234,810           |
| TOTALE                            | TOTALE       | 236,695 / 236,695 (100%)                  | $6,006,748         |